# Râul Brădetul, Cugir
Râul Brădetul este un curs de apă, afluent al Râului Mic. 